# Daleela
Il Daleela è un traghetto di proprietà della società Oteriomo Shipping Co Ltd ed in servizio per la compagnia araba Aletehad Line.

## Servizio
Varato il 20 novembre 1990 nel cantiere navale Zosensho K.K. Kawajiri di Kawajiri con il nome di New Akashi e consegnato il 15 marzo 1991 alla Hankyu Ferries KK, prende servizio nei collegamenti tra Shinmoji e Kōbe.

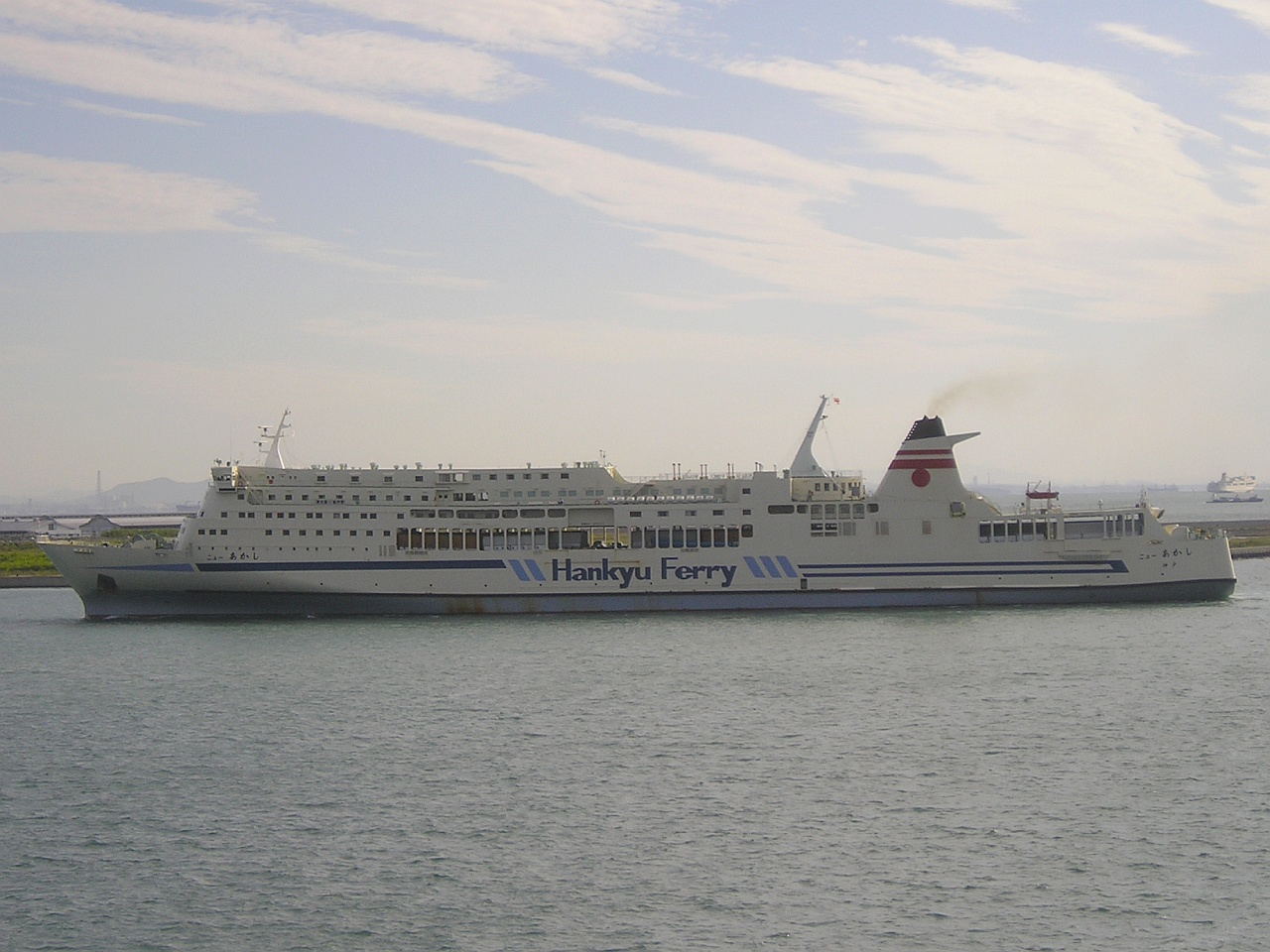
Il New Akashi nel 2008.

A luglio 2010 viene ceduto alla Golden Spring Enterprise e ribattezzato Grand Peace, prendendo servizio sulla Pyeongtaek-Weihai.
Il 10 luglio 2019 viene venduto alla Weihai Jiadong International e ribattezzato Daleela e, il 21 novembre successivo, viene di nuovo venduto alla società giordana Oteriomo Shipping Co Ltd. Issata bandiera cipriota, prende servizio sotto le insegne della Aletehad Line nei collegamenti estivi tra Safaga e Duba. Da maggio 2022 viene disarmato al Pireo.
A giugno 2022 viene noleggiato alla greca Scandro Holding ed impiegato nei collegamenti tra Il Pireo e Limassol a partire dal 19 giugno.
Da settembre 2022 a maggio 2023 torna ad operare tra Safaga e Duba per Aletehad Line.
Nella stagione estiva 2023 torna in noleggio alla Scandro Holding e ad essere impiegato tra Grecia e Cipro. Da settembre 2023 a maggio 2024 torna in servizio nel Mar Rosso e, da giugno a settembre 2024 tra Il Pireo e Limassol.
Nel settembre del 2024 torna in servizio tra Safaga e Duuba, aggiungendosi al compagno di flotta Amal.
Nel giugno del 2025 viene noleggiato alla Scandro Holding e prende servizio nei collegamenti estivi tra Il Pireo e Limassol.

## Navi gemelle
- Golden Pearl 7